# Johannes Mooyer
Johannes Mooyer (* 3. Oktober 1830 in Hamburg; † 22. Oktober 1903 in London) war Konsul für die Hansestädte Hamburg, Bremen und Lübeck in Singapur. Er knüpfte die ersten offiziellen Kontakte zwischen einem deutschen Staat und Siam, dem heutigen Thailand.

## Leben
Mooyer und ging in Begleitung seiner Frau im Herbst 1856 nach Singapur, wo er zum 1. Januar 1857 in die Handelsgesellschaft Behn, Meyer & Co. (heute Behn Meyer Holding AG) für Theodor August Behn eintrat. Am 22. Februar 1857 verließ Arnold Otto Meyer Singapur, um Behns Aufgaben im Hamburger Geschäft zu übernehmen; außerdem gründete er am 1. Juni 1857 die erfolgreiche Firma „Arnold Otto Meyer“.
Nach seinen Sondierungen beim Krom Phra Klang wurde bereits im Oktober 1858 ein hansisches Konsulat in Bangkok eröffnet, das zunächst von Theodor Thies und später von Paul Pickenpack geführt wurde.
Von 1867 bis 1871 war Mooyer Mitglied der Hamburgischen Bürgerschaft.
Mooyer stammte aus einer alten hamburgischen Kaufmannsfamilie und war seit dem 9. September 1856 verheiratet mit Anna Christiane Vorwerk (* 1834; † 1916), eine Tochter von Georg Friedrich Vorwerk, mit der er einen Sohn (Johannes Vorwerk-Mooyer, * 22. Dezember 1857) hatte.